# Индийски скумрии
Индийските скумрии (Rastrelliger) са род актиноптери от семейство Скумриеви (Scombridae).
Таксонът е описан за пръв път от Дейвид Стар Джордан през 1908 година.

## Видове
- Rastrelliger brachysoma
- Rastrelliger faughni
- Rastrelliger kanagurta – Индийска скумрия